# 2007-es U17-es labdarúgó-világbajnokság
A 2007-es U17-es labdarúgó-világbajnokság házigazdája Dél-Korea volt 2007. augusztus 18. és szeptember 9. között. A torna történetében először fordult elő, hogy 24 csapat vett részt a vb-n. A világbajnokságon 1990. január 1. után született labdarúgók vehettek részt.

## Helyszínek
| Város     | Befogadóképesség |
| --------- | ---------------- |
| Szuwon    | 32 000           |
| Szögvipo  | 42 256           |
| Ulszan    | 19 050           |
| Gwangyang | 14 284           |
| Csangwon  | 37 000           |
| Cseonam   | 32 000           |
| Goyang    | 41 311           |
| Szöul     | 68 476           |

## Csapatok
| Szövetség                                         | Selejtező torna                           | Csapatok                                                              |
| ------------------------------------------------- | ----------------------------------------- | --------------------------------------------------------------------- |
| AFC (Ázsia)                                       | 2006-os U17-es Ázsia-kupa                 | Japán · Észak-Korea · Tádzsikisztán · Szíria                          |
| CAF (Afrika)                                      | 2007-es U17-es Afrika-kupa                | Ghána · Nigéria · Togo · Tunézia                                      |
| CONCACAF (Észak és Közép-amerikai, Karibi térség) | 2007-es U17-es CONCACAF-aranykupa         | Haiti · Honduras · Costa Rica · Egyesült Államok · Trinidad és Tobago |
| CONMEBOL (Dél-Amerika)                            | 2007-es U17-es Copa América               | Brazília · Kolumbia · Argentína · Peru                                |
| OFC (Óceánia)                                     | 2007-es U17-es óceániai Selejtező-torna   | Új-Zéland                                                             |
| UEFA (Európa)                                     | 2007-es U17-es labdarúgó-Európa-bajnokság | Belgium · Anglia · Franciaország · Spanyolország · Németország        |
| Rendező ország                                    | Rendező ország                            | Dél-Korea                                                             |

## Játékvezetők
| Afrika - Koman Coulibaly - Eddy Maillet Ázsia - Rakesh Varman - Nisimura Júicsi - Ravshan Ermatov Dél-Amerika - Hernando Buitrago - Salvio Fagundes Filho | Észak-, Közép-Amerika és a Karibi-térség - Joel Aguilar Európa - Olegário Benquerença - Ivan Bebek - Grzegorz Gilewski - Bertrand Layec - Craig Thomson Óceánia - Matthew Breeze |

## Csoportkör
A csoportok első két helyezettje automatikusan résztvevője a nyolcaddöntőnek, hozzájuk csatlakozott a négy legjobb csoportharmadik.
| Jelmagyarázat                                                            |
| ------------------------------------------------------------------------ |
| A csoportok első két helyezettje bejutott az egyenes kieséses szakaszba. |
| A nyolcaddöntőbe harmadik helyezettként bejutott csapat.                 |
| A tornáról kiesett csapat.                                               |

### A csoport
| Csapat     | M | Gy | D | V | G+ | G– | Gk | P |
| ---------- | - | -- | - | - | -- | -- | -- | - |
| Peru       | 3 | 2  | 1 | 0 | 2  | 0  | +2 | 7 |
| Costa Rica | 3 | 1  | 1 | 1 | 3  | 2  | +1 | 4 |
| Dél-Korea  | 3 | 1  | 0 | 2 | 2  | 4  | -2 | 3 |
| Togo       | 3 | 0  | 2 | 1 | 2  | 3  | –1 | 2 |

Minden időpont helyi idő szerinti (UTC+9)
| 2007. augusztus 18. 08:00 UTC |

| Costa Rica   | 1–1               | Togo     |
| ------------ | ----------------- | -------- |
| Martinez 81' | (0–1) Jegyzőkönyv | Mani 39' |

| Szuwon Civil Stadion Szuwon Nézőszám: 7256 Játékvezető: Salvio Fagundes Filho (brazil) |

| 2007. augusztus 18. 11:00 UTC |

| Dél-Korea | 0–1               | Peru        |
| --------- | ----------------- | ----------- |
|           | (0–1) Jegyzőkönyv | Bazalar 29' |

| Szuwon Civil Stadion Szuwon Nézőszám: 27 112 Játékvezető: Ivan Bebek (horvát) |

| 2007. augusztus 21. 08:00 UTC |

| Togo | 0–0         | Peru |
| ---- | ----------- | ---- |
|      | Jegyzőkönyv |      |

| Szuwon Civil Stadion Szuwon Nézőszám: 1300 Játékvezető: Joel Aguilar (salvadori) |

| 2007. augusztus 21. 11:00 UTC |

| Costa Rica              | 2–0               | Dél-Korea |
| ----------------------- | ----------------- | --------- |
| Urena 85' Peralta 90+1' | (0–0) Jegyzőkönyv |           |

| Szuwon Civil Stadion Szuwon Nézőszám: 23 120 Játékvezető: Grzegorz Gilewski (lengyel) |

| 2007. augusztus 24. 11:00 UTC |

| Dél-Korea                            | 2–1               | Togo        |
| ------------------------------------ | ----------------- | ----------- |
| Seol Jae-Mun 45+1' Yoon Bitgaram 80' | (0–1) Jegyzőkönyv | Atakora 20' |

| Ulszan Civil Stadion Ulszan Nézőszám: 22 000 Játékvezető: Bertrand Layec (francia) |

| 2007. augusztus 24. 11:00 UTC |

| Peru        | 1–0               | Costa Rica |
| ----------- | ----------------- | ---------- |
| Bazalar 89' | (0–0) Jegyzőkönyv |            |

| Jeju Világbajnoki Stadion Szögvipo Nézőszám: 510 Játékvezető: Eddy Maillet (Seychelle-szigeteki) |

### B csoport
| Csapat      | M | Gy | D | V | G+ | G– | Gk  | P |
| ----------- | - | -- | - | - | -- | -- | --- | - |
| Anglia      | 3 | 2  | 1 | 0 | 8  | 2  | +6  | 7 |
| Brazília    | 3 | 2  | 0 | 1 | 14 | 3  | +11 | 6 |
| Észak-Korea | 3 | 1  | 1 | 1 | 3  | 7  | -4  | 4 |
| Új-Zéland   | 3 | 0  | 0 | 3 | 0  | 13 | –13 | 0 |

| 2007. augusztus 18. 05:00 UTC |

| Észak-Korea     | 1–1               | Anglia    |
| --------------- | ----------------- | --------- |
| Rim Csolmin 89' | (0–0) Jegyzőkönyv | Moses 62' |

| Jeju Világbajnoki Stadion, Szögvipo Nézőszám: 12 600 Játékvezető: Eddy Maillet (Seychelle-szigeteki) |

| 2007. augusztus 18. 08:00 UTC |

| Brazília                                                                               | 7–0               | Új-Zéland |
| -------------------------------------------------------------------------------------- | ----------------- | --------- |
| Fabinho 1' Lazaro 6' Giuliano 33' Fabio 50' Alex 54' Lulinha 60' (11-esből) Junior 87' | (3–0) Jegyzőkönyv |           |

| Jeju Világbajnoki Stadion, Szögvipo Nézőszám: 8500 Játékvezető: Grzegorz Gilewski (lengyel) |

| 2007. augusztus 21. 08:00 UTC |

| Új-Zéland | 0–5               | Anglia                                   |
| --------- | ----------------- | ---------------------------------------- |
|           | (0–4) Jegyzőkönyv | Welbeck 3' 27' Moses 7' 30' Chambers 88' |

| Jeju Világbajnoki Stadion, Szögvipo Nézőszám: 2500 Játékvezető: Bertrand Layec (francia) |

| 2007. augusztus 21. 11:00 UTC |

| Brazília                                              | 6–1               | Észak-Korea  |
| ----------------------------------------------------- | ----------------- | ------------ |
| Fabio 4' 8' Alex 6' Maicon 22' Giuliano 47' Choco 90' | (4–0) Jegyzőkönyv | An Ilbom 24' |

| Jeju Világbajnoki Stadion, Szögvipo Nézőszám: 13 500 Játékvezető: Ravshan Ermatov (üzbég) |

| 2007. augusztus 24. 8:00 UTC |

| Észak-Korea     | 1–0               | Új-Zéland |
| --------------- | ----------------- | --------- |
| Rim Csolmin 81' | (0–0) Jegyzőkönyv |           |

| Ulszan Civil Stadion, Ulszan Nézőszám: 6000 Játékvezető: Olegário Benquerença (portugál) |

| 2007. augusztus 24. 8:00 UTC |

| Anglia                             | 2–1               | Brazília  |
| ---------------------------------- | ----------------- | --------- |
| Lansbury 45' (11-esből) Spence 90' | (1–1) Jegyzőkönyv | Tales 19' |

| Goyang Stadion, Goyang Nézőszám: 9600 Játékvezető: Ivan Bebek (horvát) |

### C csoport
| Csapat        | M | Gy | D | V | G+ | G– | Gk | P |
| ------------- | - | -- | - | - | -- | -- | -- | - |
| Spanyolország | 3 | 2  | 1 | 0 | 7  | 4  | +3 | 7 |
| Argentína     | 3 | 1  | 2 | 0 | 5  | 2  | +3 | 5 |
| Szíria        | 3 | 1  | 1 | 1 | 3  | 2  | +1 | 4 |
| Honduras      | 3 | 0  | 0 | 3 | 3  | 10 | –7 | 0 |

| 2007. augusztus 19. 07:00 UTC |

| Honduras               | 2–4               | Spanyolország              |
| ---------------------- | ----------------- | -------------------------- |
| Martínez 20' Rojas 72' | (1–1) Jegyzőkönyv | Bojan 2' 71' Jordi 56' 81' |

| Ulszan Civil Stadion, Ulszan Nézőszám: 4800 Játékvezető: Matthew Breeze (ausztrál) |

| 2007. augusztus 19. 10:00 UTC |

| Argentína | 0–0         | Szíria |
| --------- | ----------- | ------ |
|           | Jegyzőkönyv |        |

| Ulszan Civil Stadion, Ulszan Nézőszám: 8100 Játékvezető: Bertrand Layec (francia) |

| 2007. augusztus 22. 08:00 UTC |

| Szíria                   | 1–2               | Spanyolország           |
| ------------------------ | ----------------- | ----------------------- |
| Szolajman 70' (11-esből) | (0–0) Jegyzőkönyv | Mérida 56' Aquino 90+1' |

| Ulszan Civil Stadion, Ulszan Nézőszám: 3200 Játékvezető: Craig Thomson (skót) |

| 2007. augusztus 22. 11:00 UTC |

| Argentína                              | 4–1               | Honduras               |
| -------------------------------------- | ----------------- | ---------------------- |
| Meza 45+1' Mazzola 64' 87' Machuca 71' | (1–1) Jegyzőkönyv | Leverón 35' (11-esből) |

| Ulszan Civil Stadion, Ulszan Nézőszám: 3000 Játékvezető: Nisimura Júicsi (japán) |

| 2007. augusztus 25. 7:00 UTC |

| Honduras | 0–2               | Szíria                   |
| -------- | ----------------- | ------------------------ |
|          | (0–1) Jegyzőkönyv | Al Tajar 22' Alsalih 80' |

| Jeju Világbajnoki Stadion, Szögvipo Nézőszám: 430 Játékvezető: Rakesh Varman (Fidzsi-szigeteki) |

| 2007. augusztus 25. 7:00 UTC |

| Spanyolország | 1–1               | Argentína   |
| ------------- | ----------------- | ----------- |
| Aquino 68'    | (0–1) Jegyzőkönyv | Benítez 32' |

| Gwang-Yang Stadion, Gwangyang Nézőszám: 5500 Játékvezető: Ravshan Ermatov (üzbég) |

### D csoport
| Csapat        | M | Gy | D | V | G+ | G– | Gk | P |
| ------------- | - | -- | - | - | -- | -- | -- | - |
| Nigéria       | 3 | 3  | 0 | 0 | 9  | 2  | +7 | 9 |
| Franciaország | 3 | 1  | 1 | 1 | 4  | 4  | 0  | 4 |
| Japán         | 3 | 1  | 0 | 2 | 4  | 6  | -2 | 3 |
| Haiti         | 3 | 0  | 1 | 2 | 3  | 8  | –5 | 1 |

| 2007. augusztus 19. 07:00 UTC |

| Nigéria                    | 2–1               | Franciaország |
| -------------------------- | ----------------- | ------------- |
| Chrisantus 15' Ibrahim 64' | (1–0) Jegyzőkönyv | Saivet 51'    |

| Gwang-Yang Stadion, Gwangyang Nézőszám: 8500 Játékvezető: Craig Thomson (skót) |

| 2007. augusztus 19. 10:00 UTC |

| Japán                               | 3–1               | Haiti              |
| ----------------------------------- | ----------------- | ------------------ |
| Okamoto 42' Kawano 80' Kakitani 84' | (1–0) Jegyzőkönyv | Guemsly Junior 71' |

| Gwang-Yang Stadion, Gwangyang Nézőszám: 8500 Játékvezető: Rakesh Varman (Fidzsi-szigeteki) |

| 2007. augusztus 22. 08:00 UTC |

| Haiti                      | 1–1               | Franciaország |
| -------------------------- | ----------------- | ------------- |
| Desrivieres 21' (11-esből) | (1–1) Jegyzőkönyv | Le Tallec 13' |

| Gwang-Yang Stadion, Gwangyang Nézőszám: 4500 Játékvezető: Eddy Maillet (Seychelle-szigeteki) |

| 2007. augusztus 22. 11:00 UTC |

| Japán | 0–3               | Nigéria                      |
| ----- | ----------------- | ---------------------------- |
|       | (0–2) Jegyzőkönyv | Oseni 21' Chrisantus 31' 82' |

| Gwang-Yang Stadion, Gwangyang Nézőszám: 4500 Játékvezető: Ivan Bebek (horvát) |

| 2007. augusztus 25. 10:00 UTC |

| Nigéria                       | 4–1               | Haiti      |
| ----------------------------- | ----------------- | ---------- |
| Chrisantus 5' 60' Isa 39' 41' | (3–0) Jegyzőkönyv | Joseph 57' |

| Jeju Világbajnoki Stadion, Szögvipo Nézőszám: 520 Játékvezető: Matthew Breeze (ausztrál) |

| 2007. augusztus 25. 10:00 UTC |

| Franciaország          | 2–1               | Japán        |
| ---------------------- | ----------------- | ------------ |
| Mehama 68' Riviere 70' | (0–1) Jegyzőkönyv | Kakitani 45' |

| Goyang Stadion, Goyang Nézőszám: 11 054 Játékvezető: Grzegorz Gilewski (lengyel) |

### E csoport
| Csapat           | M | Gy | D | V | G+ | G– | Gk | P |
| ---------------- | - | -- | - | - | -- | -- | -- | - |
| Tunézia          | 3 | 3  | 0 | 0 | 8  | 3  | +5 | 9 |
| Egyesült Államok | 3 | 1  | 0 | 2 | 6  | 7  | –1 | 3 |
| Tádzsikisztán    | 3 | 1  | 0 | 2 | 4  | 5  | –1 | 3 |
| Belgium          | 3 | 1  | 0 | 2 | 3  | 6  | –3 | 3 |

| 2007. augusztus 20. 08:00 UTC |

| Belgium            | 2–4               | Tunézia                                            |
| ------------------ | ----------------- | -------------------------------------------------- |
| Depauw 27' Kis 36' | (2–3) Jegyzőkönyv | Boughanmi 20' Ayrai 24' Mszakni 42' 79' (11-esből) |

| Csangwon Civil Stadion, Csangwon Nézőszám: 8230 Játékvezető: Nisimura Júicsi (japán) |

| 2007. augusztus 20. 11:00 UTC |

| Tádzsikisztán                                          | 4–3               | Egyesült Államok               |
| ------------------------------------------------------ | ----------------- | ------------------------------ |
| Vaszijev 32' Sozuhurov 43' Davronov 82' Fathulojev 86' | (2–1) Jegyzőkönyv | Bates 9' Garza 48' Schuler 53' |

| Csangwon Civil Stadion, Csangwon Nézőszám: 4570 Játékvezető: Koman Coulibaly (mali) |

| 2007. augusztus 23. 08:00 UTC |

| Egyesült Államok       | 1–3               | Tunézia                                          |
| ---------------------- | ----------------- | ------------------------------------------------ |
| Jeffrey 90' (11-esből) | (0–2) Jegyzőkönyv | Hadria 8' (11-esből) 45+1' (11-esből) Dkil 90+4' |

| Csangwon Civil Stadion, Csangwon Nézőszám: 3115 Játékvezető: Hernando Buitrago (kolumbiai) |

| 2007. augusztus 23. 11:00 UTC |

| Tádzsikisztán | 0–1               | Belgium       |
| ------------- | ----------------- | ------------- |
|               | (0–0) Jegyzőkönyv | Benteke 90+2' |

| Csangwon Civil Stadion, Csangwon Nézőszám: 1400 Játékvezető: Rakesh Varman (Fidzsi-szigeteki) |

| 2007. augusztus 26. 07:00 UTC |

| Belgium | 0–2               | Egyesült Államok   |
| ------- | ----------------- | ------------------ |
|         | (0–0) Jegyzőkönyv | Urso 63' Bates 71' |

| Cseonam Baekszeok Stadion, Cseonam Nézőszám: 14 927 Játékvezető: Salvio Fagundes Filho (brazil) |

| 2007. augusztus 26. 07:00 UTC |

| Tunézia     | 1–0               | Tádzsikisztán |
| ----------- | ----------------- | ------------- |
| Mszakni 83' | (0–0) Jegyzőkönyv |               |

| Szuwon Civil Stadion, Szuwon Nézőszám: 1235 Játékvezető: Joel Aguilar salvador (salvadori) |

### F csoport
| Csapat             | M | Gy | D | V | G+ | G– | Gk  | P |
| ------------------ | - | -- | - | - | -- | -- | --- | - |
| Németország        | 3 | 2  | 1 | 0 | 11 | 5  | +6  | 7 |
| Ghána              | 3 | 2  | 0 | 1 | 8  | 5  | +3  | 6 |
| Kolumbia           | 3 | 1  | 1 | 1 | 9  | 5  | +4  | 4 |
| Trinidad és Tobago | 3 | 0  | 0 | 3 | 1  | 14 | –13 | 0 |

| 2007. augusztus 20. 08:00 UTC |

| Kolumbia                              | 3–3               | Németország                     |
| ------------------------------------- | ----------------- | ------------------------------- |
| Julio 14' Nazarith 66' (11-esből) 88' | (1–2) Jegyzőkönyv | Dowidat 34' 49' Sukuta-Pasu 39' |

| Cseonam Baekszeok Stadion, Cseonam Nézőszám: 7741 Játékvezető: Olegário Benquerença (portugál) |

| 2007. augusztus 20. 11:00 UTC |

| Trinidad és Tobago | 1–4               | Ghána                                |
| ------------------ | ----------------- | ------------------------------------ |
| Campbell 80'       | (0–2) Jegyzőkönyv | Osei 12' 64' Adams 45+1' Bossman 85' |

| Cseonam Baekszeok Stadion, Cseonam Nézőszám: 11 521 Játékvezető: Salvio Fagundes Filho (brazil) |

| 2007. augusztus 23. 08:00 UTC |

| Ghána              | 2–3               | Németország              |
| ------------------ | ----------------- | ------------------------ |
| Osei 52' Adams 53' | (0–3) Jegyzőkönyv | Bigalke 5' Kroos 12' 27' |

| Cseonam Baekszeok Stadion, Cseonam Nézőszám: 7516 Játékvezető: Joel Aguilar (salvadori) |

| 2007. augusztus 23. 11:00 UTC |

| Trinidad és Tobago | 0–5               | Kolumbia                                         |
| ------------------ | ----------------- | ------------------------------------------------ |
|                    | (0–1) Jegyzőkönyv | Mosquera 22' 63' Trellez 60' Pardo 68' Serna 62' |

| Cseonam Baekszeok Stadion, Cseonam Nézőszám: 13 537 Játékvezető: Koman Coulibaly (mali) |

| 2007. augusztus 26. 10:00 UTC |

| Kolumbia     | 1–2               | Ghána               |
| ------------ | ----------------- | ------------------- |
| Nazarith 60' | (0–1) Jegyzőkönyv | Osei 32' Yartey 87' |

| Ulszan Civil Stadion, Ulszan Nézőszám: 8500 Játékvezető: Craig Thomson (skót) |

| 2007. augusztus 26. 10:00 UTC |

| Németország                                        | 5–0               | Trinidad és Tobago |
| -------------------------------------------------- | ----------------- | ------------------ |
| Broghammer 5' Esswein 30' 37' Funk 39' Wolze 90+3' | (4–0) Jegyzőkönyv |                    |

| Csangwon Civil Stadion, Csangwon Nézőszám: 4320 Játékvezető: Nisimura Júicsi (japán) |

### Harmadik helyezett csapatok
| Csapat        | M | Gy | D | V | G+ | G– | Gk | P |
| ------------- | - | -- | - | - | -- | -- | -- | - |
| Kolumbia      | 3 | 1  | 1 | 1 | 9  | 5  | +4 | 4 |
| Szíria        | 3 | 1  | 1 | 1 | 3  | 2  | +1 | 4 |
| Észak-Korea   | 3 | 1  | 1 | 1 | 3  | 7  | -4 | 4 |
| Tádzsikisztán | 3 | 1  | 0 | 2 | 4  | 5  | -1 | 3 |
| Japán         | 3 | 1  | 0 | 2 | 4  | 6  | -2 | 3 |
| Dél-Korea     | 3 | 1  | 0 | 2 | 2  | 4  | -2 | 3 |

## Egyenes kieséses szakasz
|  |                           |                  |                          |                          |                        |                        |                        |               |               |               |                       |                       |                       |  |  |       |       |       |
|  | Nyolcaddöntők             | Nyolcaddöntők    | Nyolcaddöntők            |                          |                        | Negyeddöntők           | Negyeddöntők           | Negyeddöntők  |               |               | Elődöntők             | Elődöntők             | Elődöntők             |  |  | Döntő | Döntő | Döntő |
|  | Nyolcaddöntők             | Nyolcaddöntők    | Nyolcaddöntők            |                          |                        | Negyeddöntők           | Negyeddöntők           | Negyeddöntők  |               |               | Elődöntők             | Elődöntők             | Elődöntők             |  |  | Döntő | Döntő | Döntő |
|  | augusztus 29. – Ulszan    |                  |                          |                          |                        |                        |                        |               |               |               |                       |                       |                       |  |  |       |       |       |
|  |                           |                  |                          |                          |                        |                        |                        |               |               |               |                       |                       |                       |  |  |       |       |       |
|  | C1                        | Spanyolország    | 3                        |                          |                        |                        |                        |               |               |               |                       |                       |                       |  |  |       |       |       |
|  | C1                        | Spanyolország    | 3                        | szeptember 1. – Szögvipo |                        |                        |                        |               |               |               |                       |                       |                       |  |  |       |       |       |
|  | ABF3                      | Észak-Korea      | 0                        |                          |                        |                        |                        |               |               |               |                       |                       |                       |  |  |       |       |       |
|  | ABF3                      | Észak-Korea      | 0                        |                          |                        | Spanyolország          | Spanyolország          | 1 (5)         |               |               |                       |                       |                       |  |  |       |       |       |
|  | augusztus 29. – Csangwon  |                  |                          |                          |                        | Spanyolország          | Spanyolország          | 1 (5)         |               |               |                       |                       |                       |  |  |       |       |       |
|  |                           |                  | Franciaország            | Franciaország            | 1 (4)                  |                        |                        |               |               |               |                       |                       |                       |  |  |       |       |       |
|  | E1                        | Tunézia          | Franciaország            | Franciaország            | 1 (4)                  | 1                      |                        |               |               |               |                       |                       |                       |  |  |       |       |       |
|  | E1                        | Tunézia          |                          |                          |                        | 1                      | szeptember 5. – Ulszan |               |               |               |                       |                       |                       |  |  |       |       |       |
|  | D2                        | Franciaország    | 3                        |                          |                        |                        |                        |               |               |               |                       |                       |                       |  |  |       |       |       |
|  | D2                        | Franciaország    | 3                        |                          |                        | Spanyolország          | Spanyolország          | 2             |               |               |                       |                       |                       |  |  |       |       |       |
|  | augusztus 29. – Szuwon    |                  |                          |                          |                        | Spanyolország          | Spanyolország          | 2             |               |               |                       |                       |                       |  |  |       |       |       |
|  |                           |                  | Ghána                    | Ghána                    | 1                      |                        |                        |               |               |               |                       |                       |                       |  |  |       |       |       |
|  | A1                        | Peru             | Ghána                    | Ghána                    | 1                      | 1 (5)                  |                        |               |               |               |                       |                       |                       |  |  |       |       |       |
|  | A1                        | Peru             | szeptember 1. – Csangwon |                          |                        | 1 (5)                  |                        |               |               |               |                       |                       |                       |  |  |       |       |       |
|  | CDE3                      | Tádzsikisztán    | 1 (4)                    |                          |                        |                        |                        |               |               |               |                       |                       |                       |  |  |       |       |       |
|  | CDE3                      | Tádzsikisztán    | 1 (4)                    |                          |                        | Peru                   | Peru                   | 0             |               |               |                       |                       |                       |  |  |       |       |       |
|  | augusztus 29. – Gwangyang |                  |                          |                          |                        | Peru                   | Peru                   | 0             |               |               |                       |                       |                       |  |  |       |       |       |
|  |                           |                  | Ghána                    | Ghána                    | 2                      |                        |                        |               |               |               |                       |                       |                       |  |  |       |       |       |
|  | B2                        | Ghána            | Ghána                    | Ghána                    | 2                      | 1                      |                        |               |               |               |                       |                       |                       |  |  |       |       |       |
|  | B2                        | Ghána            |                          |                          |                        | 1                      | szeptember 9. – Szöul  |               |               |               |                       |                       |                       |  |  |       |       |       |
|  | F2                        | Brazília         | 0                        |                          |                        |                        |                        |               |               |               |                       |                       |                       |  |  |       |       |       |
|  | F2                        | Brazília         | 0                        |                          |                        | Spanyolország          | Spanyolország          | 0 (0)         |               |               |                       |                       |                       |  |  |       |       |       |
|  | augusztus 30. – Goyang    |                  |                          |                          |                        | Spanyolország          | Spanyolország          | 0 (0)         |               |               |                       |                       |                       |  |  |       |       |       |
|  |                           |                  | Nigéria                  | Nigéria                  | 0 (3)                  |                        |                        |               |               |               |                       |                       |                       |  |  |       |       |       |
|  | C2                        | Argentína        | Nigéria                  | Nigéria                  | 0 (3)                  | 2                      |                        |               |               |               |                       |                       |                       |  |  |       |       |       |
|  | C2                        | Argentína        | szeptember 2. – Cseonam  |                          |                        | 2                      |                        |               |               |               |                       |                       |                       |  |  |       |       |       |
|  | A2                        | Costa Rica       | 0                        |                          |                        |                        |                        |               |               |               |                       |                       |                       |  |  |       |       |       |
|  | A2                        | Costa Rica       | 0                        |                          |                        | Argentína              | Argentína              | 0             |               |               |                       |                       |                       |  |  |       |       |       |
|  | augusztus 30. – Gwangyang |                  |                          |                          |                        | Argentína              | Argentína              | 0             |               |               |                       |                       |                       |  |  |       |       |       |
|  |                           |                  | Nigéria                  | Nigéria                  | 2                      |                        |                        |               |               |               |                       |                       |                       |  |  |       |       |       |
|  | D1                        | Nigéria          | Nigéria                  | Nigéria                  | 2                      | 2                      |                        |               |               |               |                       |                       |                       |  |  |       |       |       |
|  | D1                        | Nigéria          |                          |                          |                        | 2                      | szeptember 2. – Szuwon |               |               |               |                       |                       |                       |  |  |       |       |       |
|  | BEF3                      | Kolumbia         | 1                        |                          |                        |                        |                        |               |               |               |                       |                       |                       |  |  |       |       |       |
|  | BEF3                      | Kolumbia         | 1                        |                          |                        | Nigéria                | Nigéria                | 3             |               |               |                       |                       |                       |  |  |       |       |       |
|  | augusztus 30. – Szögvipo  |                  |                          |                          |                        | Nigéria                | Nigéria                | 3             |               |               |                       |                       |                       |  |  |       |       |       |
|  |                           |                  | Németország              | Németország              | 1                      |                        |                        | Bronzmérkőzés | Bronzmérkőzés | Bronzmérkőzés |                       |                       |                       |  |  |       |       |       |
|  | B1                        | Anglia           | Németország              | Németország              | 1                      | 3                      |                        |               |               | Bronzmérkőzés |                       |                       |                       |  |  |       |       |       |
|  | B1                        | Anglia           |                          |                          | szeptember 2. – Goyang | szeptember 2. – Goyang | szeptember 2. – Goyang |               |               |               | szeptember 9. – Szöul | szeptember 9. – Szöul | szeptember 9. – Szöul |  |  |       |       |       |
|  | ACD3                      | Szíria           | 1                        |                          | szeptember 2. – Goyang | szeptember 2. – Goyang | szeptember 2. – Goyang |               |               |               | szeptember 9. – Szöul | szeptember 9. – Szöul | szeptember 9. – Szöul |  |  |       |       |       |
|  | ACD3                      | Szíria           | 1                        |                          |                        | Anglia                 | Anglia                 | 1             | Ghána         | Ghána         | 1                     |                       |                       |  |  |       |       |       |
|  | augusztus 30. – Cseonam   |                  |                          |                          |                        | Anglia                 | Anglia                 | 1             | Ghána         | Ghána         | 1                     |                       |                       |  |  |       |       |       |
|  |                           |                  | Németország              | Németország              | 4                      |                        |                        | Németország   | Németország   | 2             |                       |                       |                       |  |  |       |       |       |
|  | F1                        | Németország      | Németország              | Németország              | 4                      | 2                      |                        | Németország   | Németország   | 2             |                       |                       |                       |  |  |       |       |       |
|  | F1                        | Németország      |                          |                          |                        |                        |                        |               |               |               |                       |                       |                       |  |  |       |       |       |
|  | E2                        | Egyesült Államok | 1                        |                          |                        |                        |                        |               |               |               |                       |                       |                       |  |  |       |       |       |
|  | E2                        | Egyesült Államok | 1                        |                          |                        |                        |                        |               |               |               |                       |                       |                       |  |  |       |       |       |

### Nyolcaddöntő
| 2007. augusztus 29. 08:00 UTC |

| Spanyolország          | 3–0               | Észak-Korea |
| ---------------------- | ----------------- | ----------- |
| Bojan 28' 50' Iago 67' | (1–0) Jegyzőkönyv |             |

| Ulszan Civil Stadion, Ulszan Nézőszám: 8500 Játékvezető: Salvio Fagundes Filho (brazil) |

| 2007. augusztus 29. 08:00 UTC |

| Tunézia     | 1–3               | Franciaország                 |
| ----------- | ----------------- | ----------------------------- |
| Hadhria 49' | (0–1) Jegyzőkönyv | Saivet 43' Le Tallec 99' 105' |

| Csangwon Civil Stadion, Csangwon Nézőszám: 2150 Játékvezető: Ravshan Ermatov (üzbég) |

| 2007. augusztus 29. 11:00 UTC |

| Peru                               | 1–1 (h. u.)       | Tádzsikisztán                                       |
| ---------------------------------- | ----------------- | --------------------------------------------------- |
| Manco 13'                          | (1–1) Jegyzőkönyv | Davronov 15'                                        |
| Büntetőpárbaj                      |                   |                                                     |
| Trujillo Calderón Ruiz Manco Avila | 5–4               | Vaszijev Radzabov Abdullojev Fathulojev Tuhtaszunov |

| Cseonam Baekszeok Stadion, Cseonam Nézőszám: 1150 Játékvezető: Matthew Breeze (ausztrál) |

| 2007. augusztus 29. 11:00 UTC |

| Ghána      | 1–0               | Brazília |
| ---------- | ----------------- | -------- |
| Donkor 51' | (0–0) Jegyzőkönyv |          |

| Gwang-Yang Stadion, Gwangyang Nézőszám: 5500 Játékvezető: Grzegorz Gilewski (lengyel) |

| 2007. augusztus 30. 08:00 UTC |

| Argentína     | 2–0               | Costa Rica |
| ------------- | ----------------- | ---------- |
| Sauro 25' 41' | (2–0) Jegyzőkönyv |            |

| Goyang Stadion, Goyang Nézőszám: 5698 Játékvezető: Olegário Benquerença (portugál) |

| 2007. augusztus 30. 08:00 UTC |

| Nigéria          | 2–1               | Kolumbia    |
| ---------------- | ----------------- | ----------- |
| Isa 78' Alfa 83' | (0–0) Jegyzőkönyv | Trellez 62' |

| Gwang-Yang Stadion, Gwangyang Nézőszám: 4500 Játékvezető: Ivan Bebek (horvát) |

| 2007. augusztus 30. 11:00 UTC |

| Anglia                                          | 3–1               | Szíria    |
| ----------------------------------------------- | ----------------- | --------- |
| Lansbury 17' (11-esből) Pearce 45+2' Murphy 62' | (2–0) Jegyzőkönyv | Ajouz 51' |

| Jeju Világbajnoki Stadion, Szögvipo Nézőszám: 1650 Játékvezető: Hernando Buitrago (kolumbiai) |

| 2007. augusztus 30. 11:00 UTC |

| Németország         | 2–1               | Egyesült Államok |
| ------------------- | ----------------- | ---------------- |
| Sukuta-Pasu 65' 89' | (0–0) Jegyzőkönyv | Bates 90+2'      |

| Cseonam Baekszeok Stadion, Cseonam Nézőszám: 15 069 Játékvezető: Craig Thomson (skót) |

### Negyeddöntő
| 2007. szeptember 1. 07:00 UTC |

| Spanyolország                    | 1–1 (h. u.)       | Franciaország                          |
| -------------------------------- | ----------------- | -------------------------------------- |
| Jordi 72'                        | (0–0) Jegyzőkönyv | Le Tallec 52'                          |
| Büntetőpárbaj                    |                   |                                        |
| Nacho Sergio Bojan Mérida Aquino | 5–4               | Sakho Le Tallec Bourgeois Mvila Ndiaye |

| Jeju Világbajnoki Stadion, Szögvipo Nézőszám: 2310 Játékvezető: Joel Aguilar (salvadori) |

| 2007. szeptember 1. 10:00 UTC |

| Peru | 0–2               | Ghána                |
| ---- | ----------------- | -------------------- |
|      | (0–1) Jegyzőkönyv | Adams 45+1' Osei 53' |

| Csangwon Civil Stadion, Csangwon Nézőszám: 7555 Játékvezető: Nisimura Júicsi (japán) |

| 2007. szeptember 2. 07:00 UTC |

| Argentína | 0–2               | Nigéria                                |
| --------- | ----------------- | -------------------------------------- |
|           | (0–2) Jegyzőkönyv | Haruna 33' (11-esből) Chrisantus 45+2' |

| Cseonam Baekszeok Stadion, Cseonam Nézőszám: 14 581 Játékvezető: Matthew Breeze (ausztrál) |

| 2007. szeptember 2. 10:00 UTC |

| Anglia     | 1–4               | Németország                                    |
| ---------- | ----------------- | ---------------------------------------------- |
| Murphy 65' | (0–0) Jegyzőkönyv | Rudy 50' Sukuta-Pasu 56' Dowidat 74' Kroos 87' |

| Goyang Stadion, Goyang Nézőszám: 12 560 Játékvezető: Salvio Fagundes Filho (brazil) |

### Elődöntő
| 2007. szeptember 5. 10:00 UTC |

| Spanyolország         | 2–1               | Ghána     |
| --------------------- | ----------------- | --------- |
| Aquino 67' Bojan 116' | (0–0) Jegyzőkönyv | Adams 80' |

| Ulszan Civil Stadion, Ulszan Nézőszám: 9700 Játékvezető: Salvio Fagundes Filho (brazil) |

| 2007. szeptember 6. 10:00 UTC |

| Nigéria                                | 3–1               | Németország |
| -------------------------------------- | ----------------- | ----------- |
| Chrisantus 10' Alfa 18' Akinsola 90+4' | (2–1) Jegyzőkönyv | Kroos 33'   |

| Szuwon Civil Stadion, Szuwon Nézőszám: 3472 Játékvezető: Joel Aguilar (salvadori) |

### Bronzmérkőzés
| 2007. szeptember 9. 07:00 UTC |

| Ghána    | 1–2               | Németország             |
| -------- | ----------------- | ----------------------- |
| Osei 67' | (0–1) Jegyzőkönyv | Kroos 17' Esswein 90+2' |

| Szöuli Világbajnoki Stadion, Szöul Nézőszám: 22 345 Játékvezető: Olegário Benquerença (portugál) |

### Döntő
| 2007. szeptember 9. 10:00 UTC |

| Spanyolország              | 0–0 (h. u.) | Nigéria            |
| -------------------------- | ----------- | ------------------ |
|                            | Jegyzőkönyv |                    |
| Büntetőpárbaj              |             |                    |
| Illarramendi Mérida Falqué | 0–3         | Edile Joshua Oseni |

| Szöuli Világbajnoki Stadion, Szöul Nézőszám: 36 125 Játékvezető: Nisimura Júicsi (japán) |

## Díjak
| A 2007-es U17-es labdarúgó-világbajnokság győztese |
| -------------------------------------------------- |
| · Nigéria · 3. cím                                 |

| Aranylabda          | Ezüstlabda          | Bronzlabda             |
| ------------------- | ------------------- | ---------------------- |
| Toni Kroos          | Macauley Chrisantus | Bojan Krkić            |
| Aranycipő           | Ezüstcipő           | Bronzcipő              |
| Macauley Chrisantus | Ransford Osei       | Toni Kroos Bojan Krkić |

## Gólszerzők
| 7 gólos - Macauley Chrisantus 6 gólos - Ransford Osei 5 gólos - Toni Kroos - Bojan Krkić 4 gólos - Damien Le Tallec - Richard Sukuta-Pasu - Saddick Adams 3 gólos - Fabio - Cristian Nazarith - Victor Moses - Dennis Dowidat - Alexander Esswein - Sheriff Isa - Daniel Aquino - Jordi - Nour Hadhria - Youseff Msakni - Mykell Bates 2 gólos - Nicolas Mazzola - Gastón Sauro - Giuliano - Alex - Andres Felipe Mosquera - Santiago Trellez - Henri Lansbury - Rhys Murphy - Danny Welbeck - Henri Saivet - Kakitani Joicsiro - Yakubu Alfa - Rim Chol-Min - Carlos Bazalar - Nuriddin Davronov | 1 gólos - Carlos Benitez - Alexis Machuca - Fernando Meza - Christian Benteke - Nill Depauw - Kevin Kis - Fabinho - Choco - Lázaro - Lulinha - Junior - Maicon - Tales - Miguel Julio - Edgar Pardo - Ricardo Serna - Josué Martínez - Marco Ureña - Jessy Peralta - Ashley Chambers - Jordan Spence - Krystian Pearce - Said Mehamha - Emmanuel Riviere - Sascha Bigalke - Fabian Broghammer - Patrick Funk - Kevin Wolze - Sebastian Rudy - Kelvin Bossman - Ishamel Yartey - Issac Donkor - Peterson Desrivieres - Joseph Guemsly Junior - Peterson Joseph - Johnny Leveron - Cristian Martínez - Roger Rojas - Tomotaka Okamoto - Hiroki Kawano | 1 gólos (folytatás) - An Il-Bom - Seol Jae-Mun - Yoon Bitgaram - Kabiru Akinsola - Rabiu Ibrahim - Ganiyu Oseni - Lukman Haruna - Reimond Manco - Fran Mérida - Iago - Ahmad Alsalih - Haani Al Taiar - Solaiman Solaiman - Ziad Ajouz - Farkhod Vasiev - Samad Shohzukhurov - Fatkhullo Fatkhuloev - Lalawele Atakora - Sapol Mani - Stephan Campbell - Khaled Ayari - Oussama Boughanmi - Rafik Dkhil - Greg Garza - Jared Jeffrey - Billy Schuler - Kirk Urso |